# Lepidobatrachus
Lepidobatrachus es un género de anfibios anuros de la familia Ceratophryidae. Incluye tres especies distribuidas por Paraguay, Argentina, Bolivia y zonas adyacentes de Brasil.

## Descripción
Las ranas Lepidobatrachus son de un color oliva rosa suave, a veces con moteados más claros en verde y en amarillo. Llegan de adulto a 11 cm. Tienen un cuerpo redondeado, achatado con ojos altos en su cabeza. Cortas patas, no son particularmente eficientes nadadores. No poseen dentadura, tienen dos suaves protrusiones en su gran boca que les sirven para ese propósito.
Tienden a ser sedentarias, y solo semiacuáticas. Ocupan gran parte de su tiempo sentadas en un punto de suelo húmedo o barrial, adaptadas por su camuflaje que las protege. Consumen justo toda criatura que pase ante su vista, pequeños mamíferos, peces, otras ranas, invertebrados. Pueden vivir bien en charcas estacionales y en tanques de cría en granjas. 
Las hembras pueden colocar hasta 1000 huevos en una sola oviposición, que pasarán al estado de larva en días. Estas larvas son frecuentemente caníbales. La estación de cría es corta, y las larvas desarrollan rápidamente para estar aptas para llegar a fuentes de agua en la estación seca.

## En cautiverio
Las especies de este género crecen bien en cautiverio y son apreciados en el mercado de mascotas por su exótica forma. La más comúnmente especie disponible es L. laevis. Por su cómica apariencia, son una atracción para poseer un anfibio.